# Grosse Zinne
De Grosse Zinne (Italiaans: Cima Grande) is de hoogste top van het Zuid-Tiroler bergmassief Drei Zinnen in de Italiaanse Dolomieten. In 1869 werd de top voor het eerst beklommen langs de gemakkelijke zuidzijde. De beklimming van de overhangende noordwand liet langer op zich wachten en werd pas in 1933 in drie dagen en twee nachten door Emilio Comici en de gebroeders Dimai beklommen, wat een mijlpaal in de geschiedenis van het alpinisme vormde. Ook later bleef de noordwand van de Grosse Zinne een rol spelen in de ontwikkeling van het bergbeklimmen. Een korte klimgeschiedenis van de Grosse Zinne:
- 1913 Eerste beklimming van de westwand door Hans Dülfer en W. Bernuth. De barstbeklimming is ook nu nog een Dolomietenklassieker.
- 1933 Emilio Comici en Giuseppe en Angelo Dimai bestijgen in drie dagen en twee nachten de noordwand .
- 1937 Eerste solobeklimming door de Emilio Comici.
- 1938 Eerste winterbeklimming van de noordwand.
- 1958 Dieter Hasse, Lothar Brandler, Jörg Lehne en Sigfried Löw beklimmen de "Direttissima". Ze hebben er vijf dagen en 140 haken voor nodig.
- 1963 Rainer Kauschke, Peter Siegert en Gerd Uhnert bedwingen in zestien dagen bij temperaturen van −30 °C de "Superdirettissima" in de noordwand.
- 2000 De Italiaan Bubu Bole opent verschillende zéér zware routes in de noordwand. Daarbij enkel "vrij" klimmend, dat wil zeggen, enkele haken gebruikend ter beveiliging en niet voor het voortbewegen.

Grosse Zinne · Kleine Zinne · Westliche Zinne
Allerkleinste Zinne · Kleinste Zinne · Punta di Frida